# 舊禧街警察局

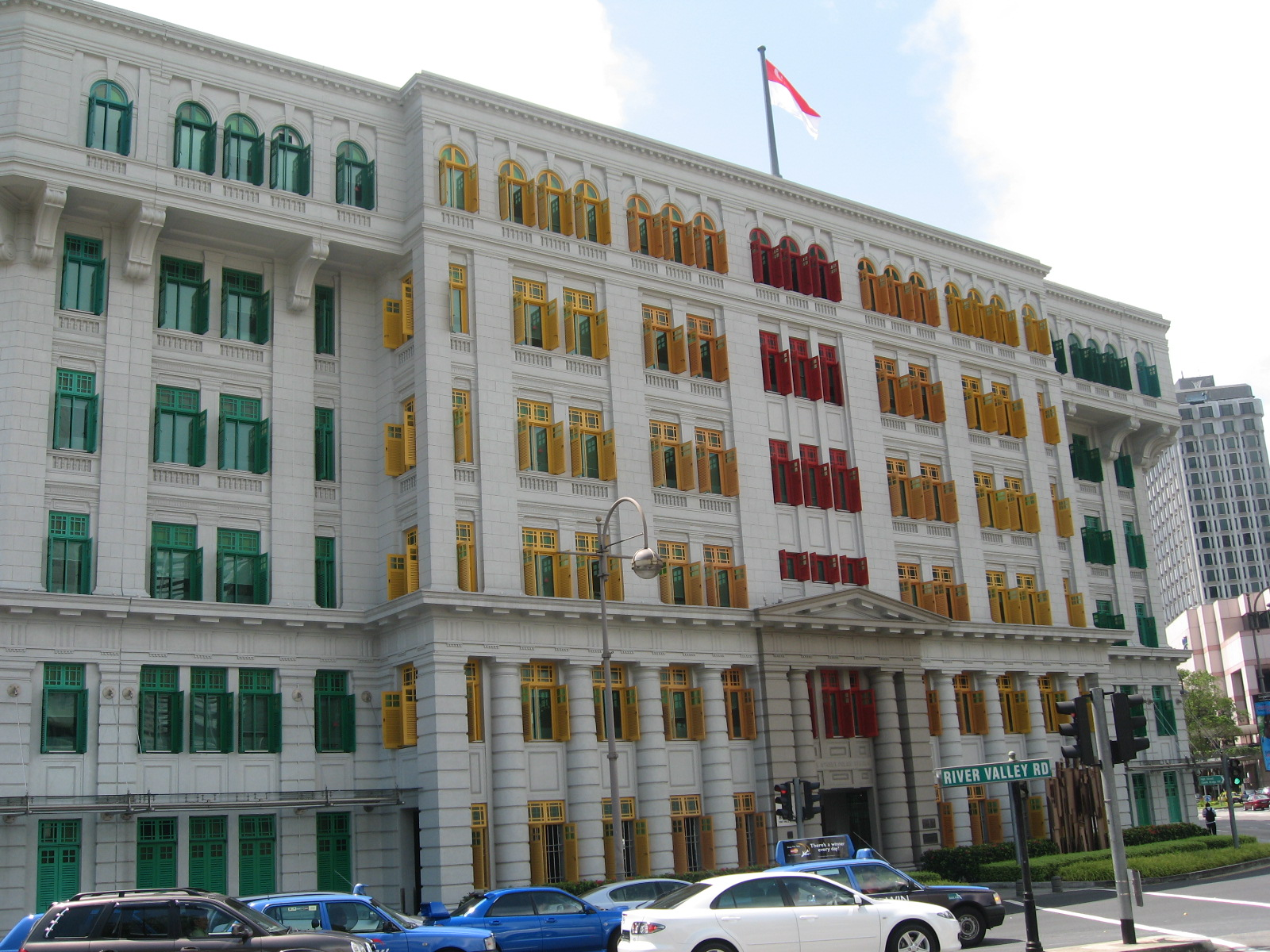

舊禧街警察局（英語：Old Hill Street Police Station）位於新加坡中區的禧街，是1934年正式啟用的建築物，當時為新加坡最大的政府大樓，新加坡警察部隊的駐地。此棟建築物共有927扇窗戶，現在全被漆成彩色的。

## 外部連結
- Singapore Infopedia on The MICA Building （页面存档备份，存于）
- Singapore Police Force （页面存档备份，存于）